# Anthomyia confusa
Anthomyia confusa är en tvåvingeart som först beskrevs av Albuquerque 1959.  Anthomyia confusa ingår i släktet Anthomyia och familjen blomsterflugor. Inga underarter finns listade i Catalogue of Life.